# Булл, Ричард (актёр)
Эта статья — об американском актёре. О других людях с таким именем и фамилией см. Булл, Ричард.
Ри́чард Булл (англ. Richard Bull; 26 июня 1924, Зайон, Иллинойс — 3 февраля 2014, Калабасас, Калифорния) — американский характерный актёр театра, кино и телевидения. Наиболее запомнился зрителю исполнением роли Доктора (Дока) в сериале «Путешествие на дно моря» (27 эпизодов в 1964—1968 годах) и Нелса Олесона в сериале «Маленький домик в прериях» (145 эпизодов в 1974—1983 годах).

## Биография
Ричард Уильям Булл родился 26 июня 1924 года в городке Зайон (штат Иллинойс, США). Учась в старшей школе, поступил в Школу драмы Гудмана, учёбу пришлось прервать в связи с армейской службой, но в 1946 году он продолжил обучение в ней. В 1943 году, после того как ему исполнилось 18 лет, был призван на службу в Армию, так как шла Вторая мировая война. Служил радистом в звании рядового в ВВС, был демобилизован в 1946 году. Через несколько лет после демобилизации переехал в Лос-Анджелес. С 1953 года начал сниматься в телесериалах, с 1956 года (пока в крохотных ролях без указания в титрах) — в кинофильмах, в 1961 году его имя впервые было указано в титрах к кинофильму, в котором он появился.
В 2009 году был номинирован на премию «Готэм» в категории «Лучшее исполнение в составе ансамбля» (совместно с ещё семью актёрами и актрисами) за роль в фильме «Сахар», но не выиграл награды.
В сентябре 2012 года переехал с супругой в дом престарелых Motion Picture & Television Country House and Hospital (штат Калифорния). Там Булл и скончался 3 февраля 2014 года от пневмонии в возрасте 89 лет. За свою карьеру длиной 58 лет (1953—2011) он снялся в 137 фильмах и сериалах.
Личная жизнь
17 апреля 1948 года Булл женился на девушке по имени Барбара Коллентайн (1924—2022). Она тоже стала довольно известной актрисой: с 1956 по 2000 год появилась в 47 фильмах и сериалах (в основном снималась для телевидения); прожила почти 98 лет.

## Фильмография

### Широкий экран
- 1956 — Расцвет жизни[англ.] / Full of Life — доктор (в титрах не указан)
- 1957 — Страх вырывается наружу[англ.] / Fear Strikes Out — репортёр Слейд (в титрах не указан)
- 1957 — Операция «Безумная вечеринка»[англ.] / Operation Mad Ball — сержант военной полиции (в титрах не указан)
- 1958 — Правдивая история Линн Стюарт[англ.] / The True Story of Lynn Stuart — таможенный офицер
- 1959 — Но не для меня[англ.] / But Not for Me — продавец билетов (в титрах не указан)
- 1965 — Дьявольский микроб[англ.] / The Satan Bug — Эрик Кавано
- 1965 — Делла / Della[6] — Марк Ноделла
- 1967 — Двойник Флинта[англ.] / In Like Flint — ведущий новостей (в титрах не указан)
- 1967 — Час оружия[англ.] / Hour of the Gun — Томас Фитч
- 1968 — Афера Томаса Крауна / The Thomas Crown Affair — охранник будки
- 1968 — Тайная жизнь американской жены[англ.] / The Secret Life of an American Wife — Говард
- 1968 — Как украсть мир[англ.] / How to Steal the World — капитан Гельзер
- 1968 — Восходящая Луна[англ.] / The Stalking Moon — доктор
- 1970 — ? / Move — Кит
- 1971 — Представитель закона[англ.] / Lawman — Дюсейн
- 1971 — Штамм «Андромеда» / The Andromeda Strain — майор ВВС
- 1971 — Отец и сын[англ.] / Man and Boy — Торнхилл
- 1972 — Набег Ульзаны / Ulzana's Raid — Гинсфорд
- 1973 — Наездник с высоких равнин / High Plains Drifter — Эйза Гудвин
- 1973 — Привести в исполнение[англ.] / Executive Action — стрелок команды «А»
- 1973 — Бризи / Breezy — доктор
- 1974 — Заговор «Параллакс» / The Parallax View — головорез «Параллакса»
- 1974 — Закон Ньюмена[англ.] / Newman's Law — сотрудник иммиграционной службы
- 1978 — Другая история[англ.] / A Different Story — мистер Кук
- 2006 — Пошли в тюрьму / Let's Go to Prison — член правления № 2
- 2008 — Сахар[англ.] / Sugar — Эрл Хиггинс
- 2008 — Бестолковая защита[англ.] / Witless Protection — шериф Смут

### Телевидение
- 1956 — Медик[англ.] / Medic — доктор Гомер Бэттон • доктор Картер (в 2 эпизодах)
- 1957—1959 — Дорожный патруль[англ.] / Highway Patrol — разные роли (в 3 эпизодах)
- 1958 — Перри Мейсон / Perry Mason — судебный репортёр (в эпизоде The Case of the Prodigal Parent)
- 1958 — Истории Франкенштейна[англ.] / Tales of Frankenstein[7] — Пол Хэлперт
- 1959 — Люди в космосе[англ.] / Men into Space — радио-оператор (в эпизоде Asteroid)
- 1960 — Шоу Дюпонта с Джун Эллисон[англ.] / The DuPont Show with June Allyson — Фрэнк Ричардс • Рюдигер (в 2 эпизодах)
- 1962 — Вирджинец[англ.] / The Virginian — Док Спенс • доктор (в 2 эпизодах[англ.])
- 1962 — Неприкасаемые[англ.] / The Untouchables — Джимми • клерк (в 2 эпизодах[англ.]; в обоих случаях в титрах не указан)
- 1962—1963, 1965 — Альфред Хичкок представляет / Alfred Hitchcock Presents — разные роли (в 3 эпизодах)
- 1962, 1966 — Три моих сына[англ.] / My Three Sons — мистер Родс • Джей. Си. Доббинс (в 2 эпизодах[англ.])
- 1962, 1972 — Дымок из ствола / Gunsmoke — Димс • Норт (в 2 эпизодах[англ.])
- 1963 — Шоу Дика Пауэлла[англ.] / The Dick Powell Show — заключённый-китаец (в эпизоде Apples Don't Fall Far)
- 1963 — Большое приключение[англ.] / The Great Adventure — домовладелец (в эпизоде The Treasure Train of Jefferson Davis)
- 1963 — Шоу Ричарда Буна[англ.] / The Richard Boone Show — Билл (в эпизоде Big Mitch)
- 1964 — Одиннадцатый час[англ.] / The Eleventh Hour — Фил Уитмен (в эпизоде Sunday Father)
- 1964 — Бен Кейси / Ben Casey — доктор Джек Тейлор (в эпизоде One Nation Indivisible[англ.])
- 1964 — Беглец / The Fugitive — МакИнтайр (в эпизоде Tiger Left, Tiger Right[англ.])
- 1964—1965 — Профили мужества[англ.] / Profiles in Courage — сержант • Фрэнсис Престон Блэр (в 2 эпизодах)
- 1964—1968 — Путешествие на дно моря / Voyage to the Bottom of the Sea — доктор подводной лодки Seaview (в 27 эпизодах)
- 1965 — Кентукки Джонс[англ.] / Kentucky Jones — Гарольд Эркел (в 2 эпизодах)
- 1966 — Синий свет[англ.] / Blue Light — майор Курц (в эпизоде Sacrifice!)
- 1966 — Гиджет[англ.] / Gidget — метрдотель (в эпизоде Independence: Gidget Style)
- 1966 — Я шпион[англ.] / I Spy — Ньюмен • Блейн (в 2 эпизодах)
- 1966 — Спасай свою жизнь[англ.] / Run for Your Life — Джеймсон Дадли (в эпизоде Time and a Half on Christmas Eve)
- 1966—1967 — Гомер Куча, морпех[англ.] / Gomer Pyle, U.S.M.C. — доктор Франклин • психиатр (в 2 эпизодах)
- 1966—1967 — Шоу Энди Гриффита / The Andy Griffith Show — мистер Джексон (в 2 эпизодах[англ.])
- 1966—1969 — Отдел тяжких преступлений[англ.] / The Felony Squad — разные роли (в 4 эпизодах)
- 1967 — Боб Хоуп представляет Театр Крайслера[англ.] / Bob Hope Presents the Chrysler Theatre — Фрэнк Лэси (в эпизоде To Sleep, Perchance to Scream)
- 1967 — Моя жена меня приворожила / Bewitched — Джон Олден (в эпизоде Samantha's Thanksgiving to Remember)
- 1967—1968 — Озарение[англ.] / Insight — Дэнни • Крюгер (в 2 эпизодах)
- 1967—1969 — Семейное дело[англ.] / Family Affair — разные роли (в 3 эпизодах)
- 1967, 1969, 1971 — Миссия невыполнима / Mission: Impossible — разные роли (в 3 эпизодах)
- 1968 — Человек от Д.Я.Д.И.[англ.] / The Man from U.N.C.L.E. — капитан Гельзер (в 2 эпизодах[англ.])
- 1968 — Пейтон-Плейс / Peyton Place — доктор Льюис Реммик (в 2 эпизодах)
- 1968 — Защитник Джадд[англ.] / Judd, for the Defense — федеральный прокурор Дрейтон (в эпизоде Transplant)
- 1968 — Суть дела[англ.] / The Name of the Game — Франц Кобер (в эпизоде Incident in Berlin[англ.])
- 1968—1974 — Менникс[англ.] / Mannix — разные роли (в 7 эпизодах[англ.])
- 1969 — Гавайи 5-O / Hawaii Five-O — доктор Ширмер (в эпизоде King of the Hill[англ.])
- 1969 — Айронсайд[англ.] / Ironside — доктор Эндер (в эпизоде Rundown on a Bum Rap)
- 1969 — А вот и невесты[англ.] / Here Come the Brides — Карвер (в эпизоде The Legend of Big Foot)
- 1969, 1972 — Бонанза / Bonanza — мистер Гудман • Джесс Хилл (в 2 эпизодах[англ.])
- 1969—1973 — ФБР / The F.B.I. — разные роли (в 4 эпизодах[англ.])
- 1969, 1974 — Комната 222[англ.] / Room 222 — Билл Крукшенк (в 2 эпизодах[англ.])
- 1970 — Дни в Долине Смерти / Death Valley Days — Пэт Джексон • Джереми Хэтчер (в 2 эпизодах)
- 1970 — Римские приключения[англ.] / To Rome with Love — Коллинз (в эпизоде The Boy Next Door)
- 1971 — Семья Смитов[англ.] / The Smith Family — мистер Уилсон (в эпизоде The Peer Group)
- 1971 — Доктор Маркус Уэлби / Marcus Welby, M.D. — юрист (в эпизоде Men Who Care)
- 1971 — Оуэн Маршалл, советник адвокатов[англ.] / Owen Marshall, Counselor at Law — мистер Харрис (в эпизоде Men Who Care: Part 2)
- 1971 — Коломбо / Columbo — 2-й детектив (в эпизоде Lady in Waiting)
- 1971—1972 — Николс[англ.] / Nichols — Тэтчер (в 5 эпизодах)
- 1972 — Семья Партриджей / The Partridge Family — Томпсон (в эпизоде Who Is Max Ledbetter and Why Is He Saying All Those Terrible Things?)
- 1973 — Новобранцы[англ.] / The Rookies — метрдотель (в эпизоде A Matter of Justice)
- 1973 — Пропал самолёт президента[англ.] / The President's Plane Is Missing — первый контролёр
- 1973—1974 — Улицы Сан-Франциско / The Streets of San Francisco — мистер Зан • Гарри, коронер (в 3 эпизодах[англ.])
- 1973—1976 — Барнаби Джонс[англ.] / Barnaby Jones — разные роли (в 4 эпизодах[англ.])
- 1974—1983 — Маленький домик в прериях / Little House on the Prairie — Нелс Олесон, владелец магазина[3] (в 145 эпизодах[англ.])[4]
- 1975 — Двигаясь вперёд[англ.] / Movin' On — управляющий (в эпизоде Fraud)
- 1977 — Мэри Хартман, Мэри Хартман[англ.] / Mary Hartman, Mary Hartman — преподобный Поли (в 3 эпизодах)
- 1978 — Лу Грант / Lou Grant — доктор Бонем (в эпизоде Pills)
- 1982 — Герби, фольксваген-жук[англ.] / Herbie, the Love Bug — доктор Уильямс (в эпизоде Calling Doctor Herbie)
- 1983 — Маленький домик: Оглянись на вчерашний день[англ.] / Little House: Look Back to Yesterday — Нелс Олесон, владелец магазина
- 1984 — Маленький домик: Последнее прощание[англ.] / Little House: The Last Farewell — Нелс Олесон, владелец магазина
- 1984 — Маленький домик: Благослови всех дорогих детей[англ.] / Little House: Bless All the Dear Children — Нелс Олесон, владелец магазина
- 1985 — Тихая пристань / Knots Landing — Гленн МакМиллен (в эпизоде A Man of Good Will)
- 1985 — Удивительные истории / Amazing Stories — мистер Хиллер (в эпизоде The Main Attraction)
- 1985—1986 — Блюз Хилл-стрит / Hill Street Blues — мистер Фурильо (в 2 эпизодах[англ.])
- 1985—1988 — Путь на небеса[англ.] / Highway to Heaven — судья Вагнер • доктор (в 3 эпизодах[англ.])
- 1986 — Это шоу Гарри Шендлинга[англ.] / It's Garry Shandling's Show — Стэнли (в эпизоде Garry Throws a Surprise Party)
- 1988 — Создавая женщину / Designing Women — Эверетт Андерс (в эпизоде Getting Married and Eating Dirt)
- 1989 — Рай[англ.] / Paradise — судья Холлистер (в эпизоде The Last Warrior)
- 1999 — Скорая помощь / ER — симпатичный старичок[8] (в эпизоде Leave It to Weaver)
- 2003 — Нормальный[англ.] / Normal — Рой-старший
- 2011 — Босс / Boss — старый фермер (в эпизоде Slip)